# تیم ملی کبدی زنان ایران
تیم ملی کبدی زنان ایران یک تیم بین‌المللی کبدی زنان است که از طرف ایران در رقابت‌های بین‌المللی شرکت می‌کند.
این تیم در فینال هجدهمین دوره بازی‌های آسیایی که در جاکارتا اندونزی برگزار می‌شد، در مقابل هند با نتیجه ۲۷ بر ۲۴ پیروز شد و برای نخستین بار به مدال طلای این بازی‌ها دست یافت.

## رقابت‌ها

### بازی‌های آسیایی

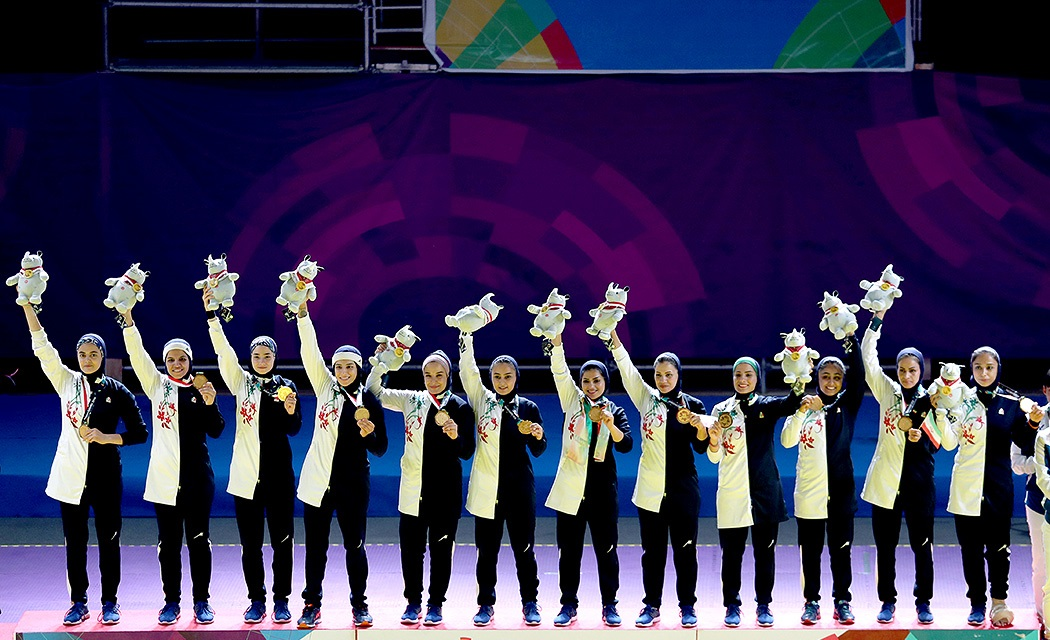
بازیکنان تیم ملی ایران بر سکوی قهرمانی بازی‌های آسیایی ۲۰۱۸

| سال   | رتبه        | بازی | برد | تساوی | باخت |
| ----- | ----------- | ---- | --- | ----- | ---- |
| ۲۰۱۰  | سوم         | ۴    | ۲   | ۰     | ۲    |
| ۲۰۱۴  | نایب قهرمان | ۵    | ۴   | ۰     | ۱    |
| ۲۰۱۸  | قهرمان      | ۵    | ۴   | ۰     | ۱    |
| مجموع | ۳/۳         | ۱۴   | ۱۰  | ۰     | ۴    |

| Year  | Rank        | M  | W  | D | L | PF  | PA  | PD   |
| ----- | ----------- | -- | -- | - | - | --- | --- | ---- |
| 2010  | Third place | 4  | 2  | 0 | 2 | 195 | 92  | +103 |
| 2014  | Runners-up  | 5  | 4  | 0 | 1 | 175 | 113 | +62  |
| 2018  | Champions   | 5  | 4  | 0 | 1 | 161 | 111 | +50  |
| 2022  | Third place | 3  | 2  | 0 | 1 | 121 | 70  | +51  |
| Total | 4/4         | 17 | 12 | 0 | 5 | 652 | 376 | +276 |

### بازی‌های آسیایی داخل سالن
| سال   | رتبه        | بازی | برد | تساوی | باخت |
| ----- | ----------- | ---- | --- | ----- | ---- |
| ۲۰۱۳  | نایب قهرمان | ۵    | ۴   | ۰     | ۱    |
| مجموع | ۱/۱         | ۵    | ۴   | ۰     | ۱    |

### بازی‌های آسیایی ساحلی
با وجود شانس کسب مدال، به دلیل تصورات غلط مسئولان ورزش ایران درباره شرایط ساحل و حجاب و پوشش بقیه تیم ها اجازه حضور در چهار دوره اول این رقابت ها به زنان ایران داده نشد.

### جام جهانی
| سال   | رتبه        | بازی | برد | تساوی | باخت |
| ----- | ----------- | ---- | --- | ----- | ---- |
| ۲۰۱۲  | نایب قهرمان | ۶    | ۵   | ۰     | ۱    |
| ۲۰۱۳  | راه نیافت   | –    | –   | –     | –    |
| ۲۰۱۴  | راه نیافت   | –    | –   | –     | –    |
| ۲۰۱۶  | راه نیافت   | –    | –   | –     | –    |
| مجموع | ۱/۴         | ۶    | ۵   | ۰     | ۱    |

### قهرمانی آسیا
- قهرمانی کبدی آسیا

- رقابت های قهرمانی آسیا به دلیل مدیریت بین المللی ضعیف هندی ها به طور بسیار نامنظم و با وقفه های طولانی برگزار شده است. همچنین تیم ملی جوانان دختر ایران ۳ مدال قهرمانی آسیا را دارد.

| Year  | Rank        | Pld | W  | D | L |
| ----- | ----------- | --- | -- | - | - |
| 2005  | Fifth place | 3   | 1  | 0 | 2 |
| 2007  | Runners-up  | 4   | 3  | 0 | 1 |
| 2008  | Runners-up  | 6   | 5  | 0 | 1 |
| 2016  | Third place | 4   | 3  | 0 | 1 |
| 2017  | Third place | 5   | 4  | 0 | 1 |
| Total | 5/5         | 22  | 16 | 0 | 6 |

1. دوره اول ۲۰۰۲ - مقام پنجم در اولین حضور
2. دوره دوم ۲۰۰۷ - مدال نقره
3. دوره سوم ۲۰۰۸ - مدال نقره
4. دوره چهارم ۲۰۱۶ - مدال برنز
5. دوره پنجم ۲۰۱۷ - مدال برنز

#### ۲۰۱۷
1. ایران ۷۱ - ۶ عراق
2. ایران ۲۸ - ۲۳ سری لانکا
3. ایران ۶۷ - ۱۲ پاکستان (۶۱-۱۲ هم گزارش شده)
4. ایران ۴۰ - ۱۴ ژاپن
5. ایران ۱۴ - ۱۷ کره جنوبی

### جام نوروز

#### ۲۰۲۳
تیم‌های کبدی زنان ایران الف و ایران ب در بازی‌های بین‌المللی نوروز، تیم‌های افغانستان و عراق را شکست دادند.
نمایندگان کبدی ایران برابر عراق و افغانستان به پیروزی رسیدند.
به گزارش طرفداری، روز نخست از مسابقات کبدی بازی‌های بین‌المللی نوروز برگزار شد که در اولین دیدار تیم ایران الف با نتیجه ۷۲ بر ۲۴ افغانستان را شکست داد.
در دومین دیدار تیم زنان ایران ب به برتری ۵۷ بر ۲۲ برابر عراق رسید.
این دیدارها به صورت رفت و برگشت برگزار شد. در دیدارهای برگشت نیز برتری از آن کبدی کاران ایران بود.
در دومین دیدار نیز افغانستان ۸۱ بر ۲۵ بازی را به ایران الف واگذار کرد.
همچنین تیم عراق ۵۵ بر ۳۰ برابر ایران ب تن به شکست داد.
تیم ایران ب قهرمان مسابقات کبدی نوروز شد
تیم ایران ب با برتری مقابل تیم ایران الف عنوان قهرمانی مسابقات کبدی نخستین دوره بازی‌های بین المللی نوروز را کسب کرد.
تیم ایران ب قهرمان مسابقات کبدی نوروز شدبه گزارش گروه ورزشی خبرگزاری صدا و سیما، دیدار فینال مسابقات کبدی بازی‌های بین المللی نوروز در ورزشگاه ۱۲ هزار نفری آزادی برگزار شد که در پایان تیم ایران ب با نتیجه ۳۹ بر ۳۰  مقابل ایران الف پیروز شد و عنوان قهرمانی را کسب کرد. تیم افغانستان هم ۸۲ بر ۲۵ عراق را شکست داد و سوم شد.
در این مسابقات که با حضور چهار تیم افغانستان، عراق، ایران الف و ایران ب برگزار شد تیم ایران ب با ۴ پیروزی قهرمان شد. ایران الف با سه پیروزی و یک شکست در جایگاه دوم قرار گرفت. افغانستان با یک پیروزی و سه شکست سوم شد و عراق هم با چهار شکست عنوان چهارم را به خود اختصاص داد.
نتایج مسابقات کبدی به شرح زیر است:
ایران ب ۷۴ - افغانستان ۲۴
ایران الف ۵۷ - عراق ۲۲
ایران الف ۸۵ - افغانستان ۲۶
ایران ب ۵۵ - عراق ۳۰
افغانستان ۸۲ - عراق ۲۵
ایران ب ۳۹ - ایران الف ۳۰

## تاریخچه کامل
تمام مسابقاتی که از ابتدای تأسیس در ۱۳۸۴ تا ۱۳۹۶ در آن شرکت کرده‌اند:
در بخش بانوان نیز موفقیت‌های حاصل شده به این شرح است که کشور نخست میزبان مسابقات است:
۱۳۸۴ هندوستان پنجم بزرگسالان قهرمانی آسیا - اولین دوره قهرمانی بزرگسالان آسیا
۱۳۸۶ تهران دوم بزرگسالان قهرمانی آسیا
۱۳۸۷ هندوستان دوم بزرگسالان قهرمانی آسیا
۱۳۸۸ مالزی دوم جوانان قهرمانی آسیا
۱۳۸۹ گوانگجو سوم بزرگسالان بازیهای آسیایی
۱۳۹۰ مالزی سوم جوانان قهرمانی آسیا
۱۳۹۰ هندوستان دوم بزرگسالان قهرمانی جهانی
۱۳۹۲ اینچوان کره جنوبی سوم بازیهای آسیایی سالنی
۱۳۹۳ اینچوان کره جنوبی دوم بازیهای آسیایی استاندارد
۱۳۹۵ ارومیه اول جوانان قهرمانی آسیا
۱۳۹۵ کره جنوبی سوم رقابت‌های بین‌المللی
۱۳۹۶ ایران سوم قهرمانی آسیا

## همچنین ببینید
- ورزش در ایران